# اراذل و اوباش (فیلم ۲۰۲۴)
اراذل و اوباش (انگلیسی: Riff Raff) یک فیلم کمدی جنایی آمریکایی محصول سال ۲۰۲۴ به کارگردانی دیتو مانتیل، نویسندگی جان پولونو با بازی جنیفر کولیج، گبریل یونیون، پیت دیویدسون، اد هریس و بیل مری است.
این فیلم برای اولین بار در جشنواره بین‌المللی فیلم تورنتو ۲۰۲۴ به نمایش درآمد و در ۲۸ فوریه ۲۰۲۵ توسط رودساید اترکشنز و لاینزگیت فیلمز منتشر شد.

## خلاصه داستان
زندگی یک جنایتکار سابق زمانی که خانواده قدیمی او برای حسابرسی که مدتها انتظارش را می‌کشید ظاهر می‌شوند به آشوب کشیده می‌شود.

## ساخت
فیلمبرداری اصلی در سپتامبر ۲۰۲۳ آغاز شد. تا نوامبر ۲۰۲۳، فیلمبرداری در نیوجرسی در جریان بود.